# تولهیریا
تولهیریا (به لاتین: Thulhiriya) یک منطقهٔ مسکونی در سری‌لانکا است که در کورونیگالا واقع شده‌است. تولهیریا ۲٬۷۵۵ نفر جمعیت دارد.